# Население Антарктиды

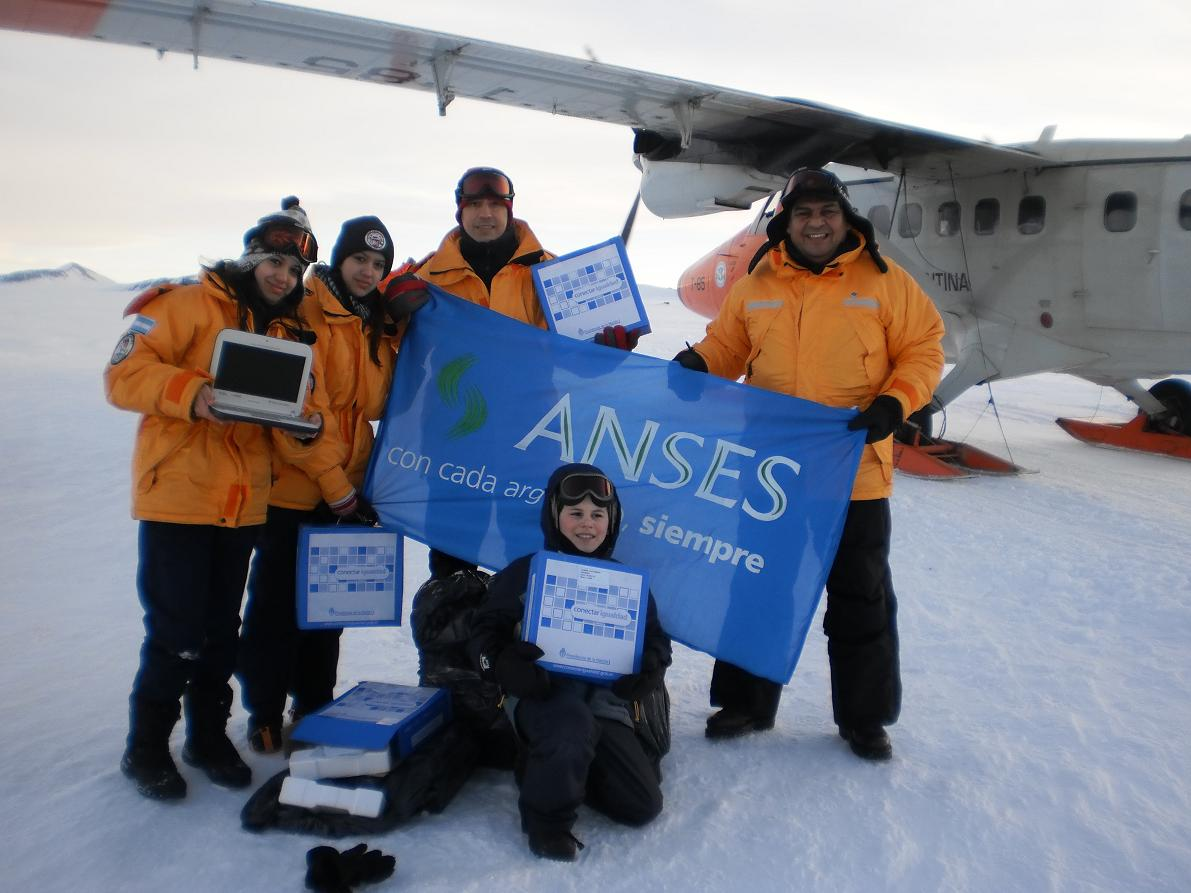
Награждение детей в Антарктиде

В Антарктиде нет постоянных жителей. Здесь расположены исследовательские станции и полевые лагеря, укомплектованные сезонным или круглогодичным персоналом, а также бывшие китобойные поселения. Примерно 12 стран, подписавших Договор об Антарктике, направляют персонал для проведения сезонных (летних) или круглогодичных исследований на континенте и в окружающих его водах.
Численность людей, проводящих и поддерживающих научные исследования на континенте и близлежащих островах к югу от 60 градусов южной широты (регион, охватываемый Договором об Антарктике), колеблется примерно от 4000 летом до 1000 зимой. Кроме того, в водах региона действия договора присутствует около 1000 человек, включая экипаж судна и ученых, проводящих исследования на борту. На крупнейшей станции Мак-Мердо летом проживает около 1000 человек, а зимой — около 200.
По меньшей мере 11 детей родились в Антарктиде. Первым был Эмилио Маркос Пальма, родившийся 7 января 1978 года у аргентинских родителей в Эсперансе, залив Хоуп, недалеко от оконечности Антарктического полуострова. 27 мая там родилась первая девочка Антарктиды, Мариса Де Лас Ньевес Дельгадо.